# Oenothera santarii
Oenothera santarii är en dunörtsväxtart som beskrevs av W. Dietrich. Oenothera santarii ingår i släktet nattljussläktet, och familjen dunörtsväxter. Inga underarter finns listade i Catalogue of Life.